# Mabo v. Queensland (No. 2)
Die Entscheidung des High Court of Australia in der Sache Mabo and Others versus Queensland (No. 2) von 1992, meist zitiert als Mabo v. Queensland (No. 2), ist eine Leitentscheidung zum Rechtsstatus indigener Völker innerhalb des Commonwealth of Australia. Ihr war 1988 die Entscheidung Mabo and Another v. The State of Queensland and Another, kurz Mabo v. Queensland (No. 1), vorangegangen.
Die Entscheidung stellt klar, dass schon vor der britischen Kolonisation Australiens die dortigen Urvölker eine Art Territorialherrschaft über ihr jeweiliges Gebiet besaßen und bei der Kolonisation somit nicht ausschließlich Terra Nullius vorlag. Zwar könnte die ursprüngliche Art der Territorialherrschaft nach Okkupation durch den neuen Souverän modifiziert oder gänzlich ersetzt werden, doch sei dazu ein zielgerichteter Akt des Staates nötig.

## Der Fall Mabo
Im Jahr 1982 reichten der Torres-Strait-Insulaner Eddie Mabo und andere indigene Aktivisten eine Forderung über die Murray-Inseln ein, die sowohl Wasser als auch Land betraf.
Als Gegenreaktion verabschiedete die Regierung von Queensland 1985 den Queensland Coastal Islands Declaratory Act, wonach sämtliche traditionellen Landrechte der Insulaner verloren gegangen seien, als die Torres-Strait-Inseln ein Teil der Kolonie Queensland wurden.
Mabo bekämpfte das neue Gesetz mit Erfolg. Es wurde vor Gericht wegen seines rassistischen Inhalts nicht akzeptiert.
Der Fall Mabo – die Forderung der Murray-Inseln – wurde 1991 wieder aufgegriffen. Obwohl Eddie Mabo selbst nicht mehr daran beteiligt war (er starb 1992 an Krebs), trug der Gerichtsfall noch immer seinen Namen. Seit 2001 sind die Manuskripte in die Liste des Weltdokumentenerbes aufgenommen.

## Das Urteil
Nach einem zehnjährigen Prozess fällte der High Court of Australia am 3. Juni 1992 ein Urteil im Fall Mabo v. Queensland, No. 2.
Dem Urteil zufolge können die Aborigines Rechte auf öffentliches Land wie Nationalparks haben oder auf Land, auf dem Abbau betrieben worden war. Nach wie vor keine Landrechte haben sie auf Gebiete, auf denen öffentliche Konstruktionen, wie Straßen oder Postbüros, errichtet sind.
Dieses Recht nennt sich Native Title. Es beinhaltet Kollektiv- oder Individualrechte an Land, die den Aborigines das eigene Rechtssystem mitsamt seinen traditionellen Sitten und Gebräuchen überträgt.
Die Aborigines erhalten ihren Native Title nicht einfach. Sie müssen erstens beweisen, dass ihnen die Regierung niemals das Land weggenommen oder ihre Ansprüche auf irgendeine Weise ungültig erklärt hat. Nach britischem Recht erloschen die Landrechte der Aborigines, sobald die Regierung mit dem Land gehandelt hat, es an Personen verkauft oder verpachtet hat. Die englische Krone hatte stets das Recht, das traditionelle Recht der Aborigines auf Land für ungültig zu erklären und es sich ohne Kompensation anzueignen. Zweitens mussten die indigenen Antragsteller beweisen, dass sie nach ihrem traditionellen Recht mit dem Land verbunden sind.
Die Inhaber der Native Title werden durch das Recht der Aborigines bestimmt. Rechtsinhaber können nur Angehörige der landbesitzenden Einheit (Clan/Stamm) oder durch das indigene Erbrecht ausgewiesene Nachkommen sein.
Die Rechte an Native Title wurden im Native Title Act of 1993 festgehalten. Sie können Jagd-, Sammel- oder Fischrechte beinhalten.
Das Urteil lässt sich in folgende Punkte zusammenfassen:
- Die Murray-Inseln in der Torres-Straße sind nicht Land der Krone.
- Das Meriam-Volk ist berechtigt zur Nutzung der Inseln als Eigentümer.
- Australien war zum Zeitpunkt der britischen Kolonisierung im Jahre 1788 keine Terra Nullius, der Kontinent nicht praktisch unbewohnt. Vielmehr lebten und wirtschafteten die indigenen Völker mit ihrer eigenen Kultur in Australien schon seit Jahrtausenden vor der europäischen Besiedelung.
- Das Recht der Indigenen ist durch die bloße Souveränitätserlangung der Engländer nicht erloschen.

Schadenersatz für erloschene Landrechte der Ureinwohner lehnte das Gesetz hingegen ab.
Bei Verpachtungen an Viehfarmer wurden im Mabo-Urteil zwei Kategorien unterschieden. In die erste gehören Verpachtungen, die vor 1975 ausgestellt worden waren, in die zweite, jene nach dem Inkrafttreten des Racial Discrimination Act im Jahr 1975. Erstere waren nach wie vor gültig, Letztere hingegen verloren ihre Gültigkeit, da sie gegen den Racial Discrimination Act verstießen.

## Auswirkungen und Reaktionen
Das Urteil hatte auf die verschiedenen Bundesstaaten unterschiedliche Auswirkungen. Es wurden etliche Gesetze auf Staatsebene, aber auch auf Bundesebene, erlassen. Am 1. Januar 1994 trat der Native Title Act of 1993 in Kraft. Er soll sicherstellen, dass den Aborigines und den Torres-Strait-Insulanern die Anerkennung und der Status zuteilwerden, die ihnen aufgrund ihrer Geschichte, Rechte und Kultur gebühren.
Im Northern Territory können nun Landforderungen aufgrund traditionellen Besitzes geltend gemacht werden. In Queensland und New South Wales können die Forderungen aufgrund historischer Beziehungen oder Bedürfnissen erhoben werden.
Das Urteil löste, wie es zu erwarten war, eine Welle unterschiedlichster Reaktionen aus. Sie reichten von schockierter Ablehnung bis hin zu erleichterter Begeisterung. Das Volk der Meriam wertet das „Mabo-Urteil“ als riesigen Erfolg. Es begann sogar, seine Geschichte in Abschnitte vor und nach Mabo einzuteilen. Bergwerks- und Minengesellschaften hingegen befürchteten finanzielle Einbußen.
Im Dezember 1992 entschuldigte sich der damalige Premierminister Paul Keating bei den Aborigines: Es sei ihnen von Seiten der Weißen Unrecht getan worden. Zusätzlich entschuldigte sich am 13. Februar 2008 Premierminister Kevin Rudd im Namen der australischen Regierung in einer Rede vor dem australischen Parlament für das während zwei Jahrhunderten angetane Unrecht.